# Miou-Miou
Miou-Miou, pseudonimo di Sylvette Herry (Parigi, 22 febbraio 1950), è un'attrice francese.

## Biografia
Dopo aver studiato recitazione, lavora nel teatro dell'improvvisazione con Coluche, che inventa per lei il nome d'arte Miou-Miou e con Patrick Dewaere, prima del suo debutto al cinema con La vie sentimentale de Georges Le Tueur e La Cavale (entrambi nel 1971).
Nel 1973 recita in tre pellicole, La pendolare, La mia legge e Le folli avventure di Rabbi Jacob. Altro suo film è I santissimi (1974), per la regia di Bertrand Blier. Durante il decennio ottiene ruoli da protagonista sia nelle commedie che nel genere drammatico, partecipando a film popolari in patria e negli USA, quali Come è cambiata la nostra vita (1976), Jonas che avrà vent'anni nel 2000 (1976), Strade del sud (1978) e La dérobade - Vita e rabbia di una prostituta parigina (1979), diretto da Daniel Duval, nel quale interpreta una giovane prostituta, ruolo che le vale il riconoscimento come Miglior attrice ai Premi César. Nel 1976 recita in Italia in un film d'autore, Marcia trionfale, per la regia di Marco Bellocchio, e in uno degli ultimi spaghetti-western, Un genio, due compari, un pollo di Damiano Damiani. 
Negli anni ottanta prosegue la carriera cinematografica, comparendo - tra gli altri - nei film La tana del lupo (1981), Guy de Maupassant (1982), Prestami il rossetto (1983) con Isabelle Huppert, Canicola (1983) di Yves Boisset, al fianco di Lee Marvin, Blanche e Marie (1984), Lui portava i tacchi a spillo (1986), e La lettrice (1988).
Gli anni novanta la vedono protagonista in film come Milou a maggio (1990) di Louis Malle, il thriller Netchaïev est de retour (1991) di Jacques Deray, la commedia Un indiano in città (1994) con Thierry Lhermitte, L'ottavo giorno (1996) e Nettoyage à sec (1997). Ha interpretato il film Germinal (1993), tratto dall'opera omonima di Émile Zola, al fianco di Gérard Depardieu. In seguito le sue presenze sul grande schermo si sono diradate e ha cominciato ad apparire a teatro ed in alcune serie televisive.

## Vita privata
Ha due figlie: Angèle, la primogenita, nata dalla sua relazione con l'attore Patrick Dewaere, e Jeanne, avuta dal cantante Julien Clerc.

## Filmografia parziale

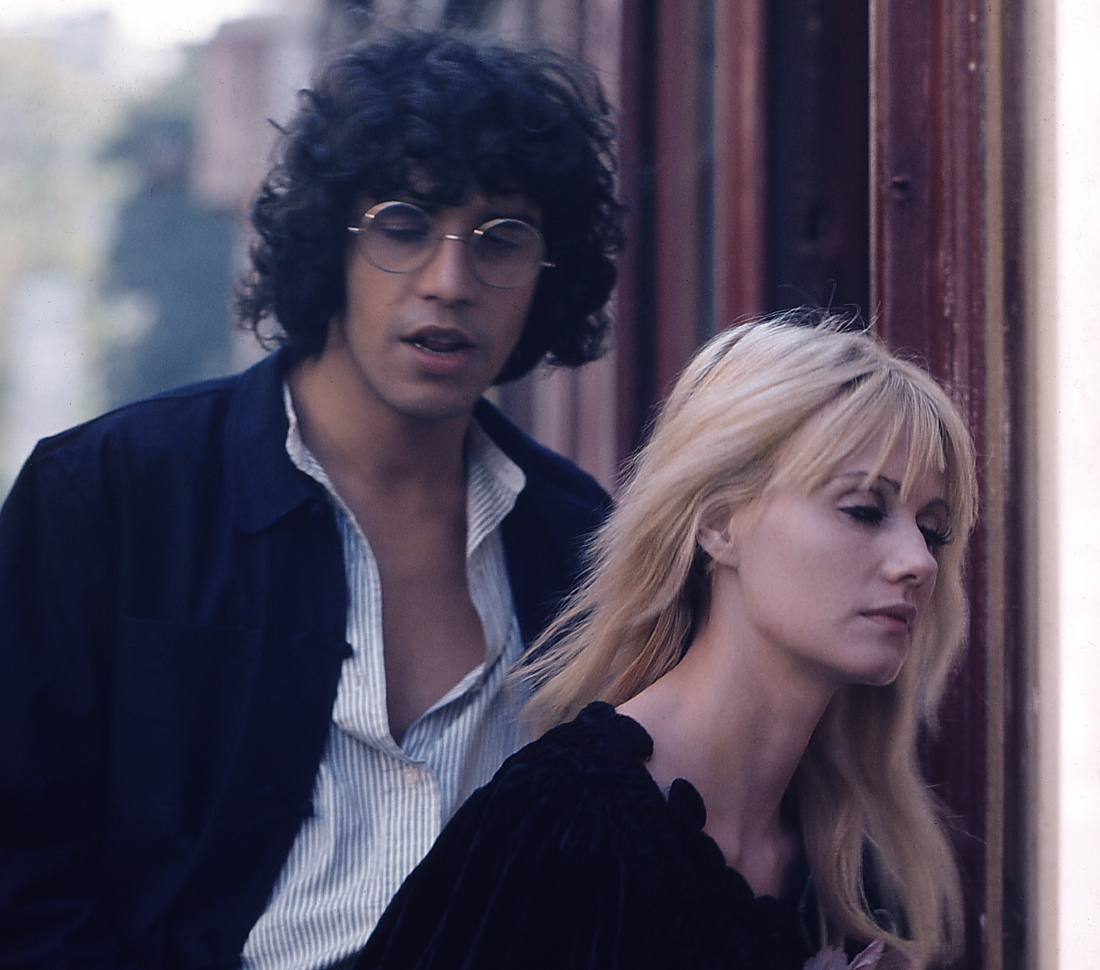
Miou-Miou con Julien Clerc durante le riprese di D'amour et d'eau fraiche (1973)

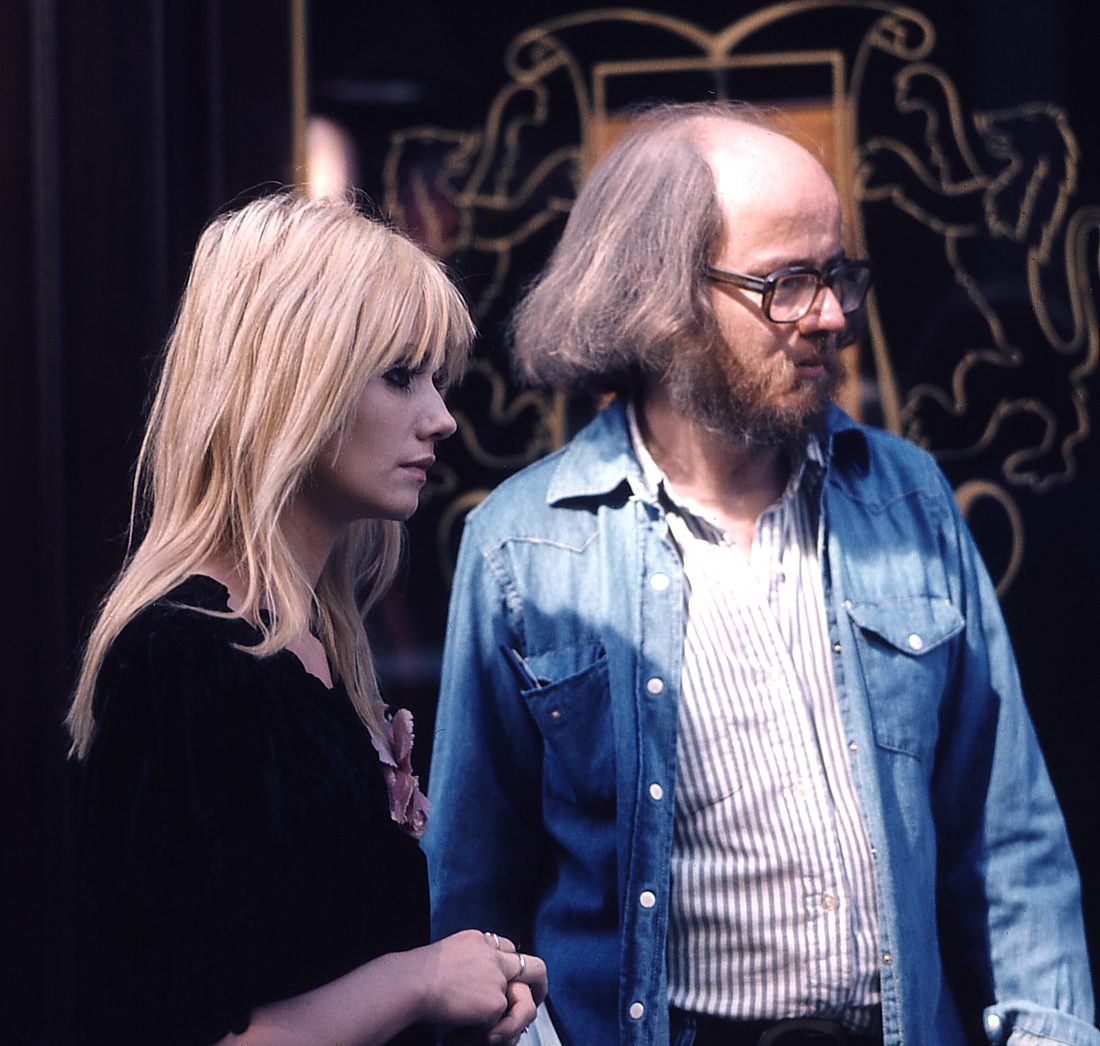
Miou-Miou con il regista Jean-Pierre Blanc

### Cinema
- La vie sentimentale de Georges Le Tueur, regia di Daniel Berger (1971)
- La pendolare (Elle court, elle court la banlieue), regia di Gérard Pirès (1973)
- La mia legge (Les granges brulées), regia di Jean Chapot (1973)
- Le folli avventure di Rabbi Jacob (Les aventures de Rabbi Jacob), regia di Gérard Oury (1973)
- I santissimi (Les valseuses), regia di Bertrand Blier (1974)
- Un genio, due compari, un pollo, regia di Damiano Damiani (1975)
- Marcia trionfale, regia di Marco Bellocchio (1976)
- Come è cambiata la nostra vita (F... comme Fairbanks), regia di Maurice Dugowson (1976)
- Jonas che avrà vent'anni nel 2000 (Jonas qui aura 25 ans en l'an 2000), regia di Alain Tanner (1976)
- Infedelmente tua (On aura tout vu), regia di Georges Lautner (1976)
- Gli aquiloni non muoiono in cielo (Dites-lui que je l'aime), regia di Claude Miller (1977)
- Al piacere di rivederla, regia di Marco Leto (1977)
- L'ingorgo, regia di Luigi Comencini (1979)
- La dérobade - Vita e rabbia di una prostituta parigina (La dérobade), regia di Daniel Duval (1979)
- La tana del lupo (La gueule du loup), regia di Michel Leviant (1981)
- Prestami il rossetto (Coup de foudre), regia di Diane Kurys (1983)
- Guy de Maupassant, regia di Michel Drach (1983)
- Canicola (Canicule), regia di Yves Boisset (1983)
- Blanche e Marie (Blanche et Marie), regia di Jacques Renard (1984)
- Lui portava i tacchi a spillo (Tenue de Soirée), regia di Bertrand Blier (1986)
- La lettrice (La lectrice), regia di Michel Deville (1988)
- Le porte girevoli (Les portes tournantes), regia di Francis Mankiewicz (1988)
- Milou a maggio (Milou en Mai), regia di Louis Malle (1990)
- La totale!, regia di Claude Zidi (1991)
- Germinal, regia di Claude Berri (1993)
- Tango, regia di Patrice Leconte (1993)
- Un indiano in città (Un indien dans la ville), regia di Hervé Palud (1994)
- L'ottavo giorno (Le Huitième Jour), regia di Jaco Van Dormael (1996)
- Nettoyage à sec, regia di Anne Fontaine (1997)
- L'Après-midi de monsieur Andesmas, regia di Michelle Porte (2004)
- Mariages!, regia di Valerie Guignabodet (2004)
- Folle embellie, regia di Dominique Cabrera (2004)
- Riviera, regia di Anne Villacèque (2005)
- L'arte del sogno (La science des rêves), regia di Michel Gondry (2006)
- Affaire de famille, regia di Claus Drexel (2008)
- Alibi e sospetti (Le grand alibi), regia di Pascal Bonitzer (2008)
- Mià e il Migù (Mia et le Migou), regia di Jacques-Rémy Girerd (2008) - voce
- Il concerto (Le concert), regia di Radu Mihăileanu (2009)
- Bienvenue parmi nous, regia di Jean Becker (2012)
- Tutti pazzi per Rose (Populaire), regia di Régis Roinsard (2013)
- Larguées, regia di Éloïse Lang (2018)
- La nuora ideale, regia di Méliane Marcaggi (2020)

### Televisione
- Cinecittà Cinecittà, regia di Vittorio De Sisti - miniserie TV (Rai 2, 1985)

## Riconoscimenti (parziale)
Premio César
- 1980 - Migliore attrice protagonista per La dérobade - Vita e rabbia di una prostituta parigina

## Doppiatrici italiane
- Manuela Andrei in Un genio, due compari, un pollo
- Roberta Greganti in Prestami il rossetto
- Daniela Nobili in Tango
- Angiola Baggi ne L'arte del sogno
- Fabrizia Castagnoli in Alibi e sospetti
- Roberta Paladini ne Il concerto, Tutti pazzi per Rose

Da doppiatrice è sostituita da:
- Cinzia Massironi in Mià e il Migù